# Limnephilus fumosus
Limnephilus fumosus là một loài Trichoptera trong họ Limnephilidae. Chúng phân bố ở miền Tân bắc.